# Leichtathletik-Weltmeisterschaften 2019/Teilnehmer (Slowenien)
| Gelbes Symbol für Goldmedaillen mit stilisierten Olympischen Ringen | Graues Symbol für Silbermedaillen mit stilisierten Olympischen Ringen | Braundes Symbol für Bronzemedaillen mit stilisierten Olympischen Ringen |
| ------------------------------------------------------------------- | --------------------------------------------------------------------- | ----------------------------------------------------------------------- |
| —                                                                   | —                                                                     | —                                                                       |

Der Leichtathletikverband von Slowenien will an den Leichtathletik-Weltmeisterschaften 2019 in Doha teilnehmen. Neun Athletinnen und Athleten wurden vom slowenischen Verband nominiert.

## Ergebnisse

### Frauen

#### Laufdisziplinen
| Athletin       | Disziplin        | Vorlauf     | Vorlauf | Halbfinale | Halbfinale | Finale      | Finale |
| Athletin       | Disziplin        | Zeit        | Platz   | Zeit       | Platz      | Zeit        | Platz  |
| -------------- | ---------------- | ----------- | ------- | ---------- | ---------- | ----------- | ------ |
| Maja Mihalinec | 100 m            | 11,32 s     | 25      | DNQ        | DNQ        | –           | –      |
| Maja Mihalinec | 200 m            | 22,78 s PB  | 11      | 22,81 s    | 12         | DNQ         | DNQ    |
| Anita Horvat   | 400 m            | 52,73 s     | 39      | DNQ        | DNQ        | –           | –      |
| Maruša Mišmaš  | 1500 m           | 4:14,94 min | 33      | DNQ        | DNQ        | –           | –      |
| Maruša Mišmaš  | 3000 m Hindernis | 9:29,68 min | 14      |            |            | 9:25,80 min | 12     |

#### Sprung/Wurf
| Athletin       | Disziplin      | Qualifikation | Qualifikation | Finale     | Finale |
| Athletin       | Disziplin      | Weite/Höhe    | Platz         | Weite/Höhe | Platz  |
| -------------- | -------------- | ------------- | ------------- | ---------- | ------ |
| Maruša Černjul | Hochsprung     | 1,89 m        | 16            | DNQ        | DNQ    |
| Tina Šutej     | Stabhochsprung | 4,60 m        | 17            | 4,50 m     | 13     |
| Barbara Špiler | Hammerwurf     | 65,76 m       | 27            | DNQ        | DNQ    |
| Martina Ratej  | Speerwurf      | 62,87 m       | 04            | 58,98 m    | 10     |

### Männer

#### Laufdisziplinen
| Athlet       | Disziplin | Vorlauf | Vorlauf | Halbfinale | Halbfinale | Finale | Finale |
| Athlet       | Disziplin | Zeit    | Platz   | Zeit       | Platz      | Zeit   | Platz  |
| ------------ | --------- | ------- | ------- | ---------- | ---------- | ------ | ------ |
| Luka Janežič | 400 m     | 46,84   | 33      | DNQ        | DNQ        | –      | –      |

#### Sprung/Wurf
| Athlet       | Disziplin  | Qualifikation | Qualifikation | Finale     | Finale |
| Athlet       | Disziplin  | Weite/Höhe    | Platz         | Weite/Höhe | Platz  |
| ------------ | ---------- | ------------- | ------------- | ---------- | ------ |
| Kristjan Čeh | Diskuswurf | 59,55 m       | 31            | DNQ        | DNQ    |